# Paul von Middelburg

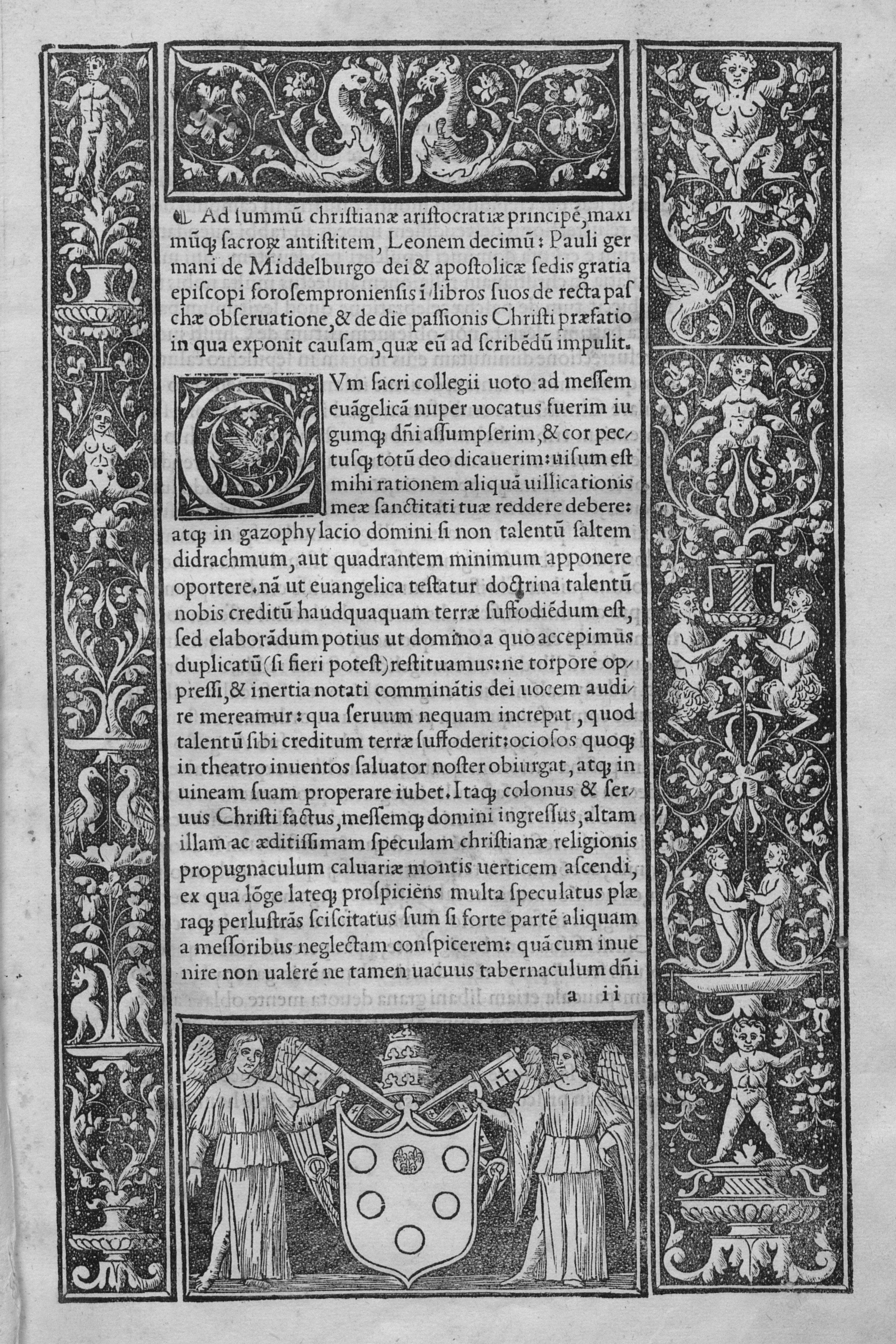
De recta Paschae celebratione

Paul von Middelburg (* 1445 in Middelburg; † 13. Dezember 1534 in Rom) war ein niederländischer Gelehrter sowie ab 1494 bis an sein Lebensende römisch-katholischer Bischof von Fossombrone (heute Bistum Fano-Fossombrone-Cagli-Pergola) in der Provinz Pesaro und Urbino, ein Suffragan von Urbino (Erzbistum Urbino-Urbania-Sant’Angelo in Vado).

## Leben
Paul stammte aus Middelburg in den Niederlanden, ein Familienname ist unbekannt, eine italienische Quelle nannte ihn Paolo di Adriano. Sein Patenkind Julius Caesar Scaliger nannte ihn „Omnium sui sæculi mathematicorum … facile princeps“ (Fürst der Mathematiker seines Jahrhunderts).
Nach dem Studium in Löwen bekam er in Middelburg eine Stelle als Canonicus, verlor diese aber wieder, wonach er sich über seine Heimat beklagte („barbara Zelandiæ insula“, „vervecum patria“, „cerdonum regio“).
Er ging nach Italien, lehrte in Padua (1480), und wurde Arzt von Francesco Maria I. della Rovere, dem Herzog von Urbino, einem Verwandten von Sixtus IV. bzw. einem Freund des späteren Kaisers Maximilian I. Dadurch bekam er 1488 die Benediktinerabtei San Cristoforo in Casteldurante. Bei Papst Alexander VI. wurde er für das Bistum Fossombrone empfohlen, das er 1494 erhielt. Darauf zerstörte er einige seiner früheren Werke: Giudizio dell' anno 1480, in dem er einige Mathematiker angriff; Practica de pravis Constellationibus, und Invectiva in superstitiosum Vatem. Er wählte ein Wappen mit astronomischen Motiven und erweiterte bzw. verschönerte 1497 den Bischofspalast.
Paul starb in Rom und wurde in S. Maria dell' Anima begraben.

## Kalenderreform
Paul war Hofastrologe bei Federico da Montefeltro und verfasste Werke über die benötigte Kalenderreform. Daraufhin wurde er von den Päpsten Julius II. und Leo X. zum Fünften Laterankonzil (1512–1518) eingeladen (siehe Aloisius Lilius) und zum Leiter der Abteilung zur Kalenderreform ernannt. In dieser Funktion machte Paul nicht nur eigene Vorschläge zur Kalenderreform, sondern sorgte auch dafür, dass Papst Leo X. und Kaiser Maximilian I. weitere Meinungen von anderen Gelehrten einholten. Zu diesen von Paul ausgewählten Gelehrten gehörten unter anderem Georg Tannstetter und Andreas Stiborius, die Mathematiker des Wiener Collegium poetarum et mathematicorum. Um langfristig die korrekte Jahreslänge einzuhalten, schlugen sie vor, in je 134 Jahren einen Schalttag auszulassen (so in ihrem Vorschlag von Ende 1514, der bald darauf gedruckt wurde). Auch Johannes Stöffler aus Tübingen wurde gefragt.
Nikolaus Kopernikus wurde 1513 von Paul selbst zum Konzil eingeladen, war aber wahrscheinlich nicht persönlich anwesend (seine Antwort ist nicht überliefert). Dennoch wurde Copernicus wahrscheinlich im Zuge des 5. Laterankonzils beauftragt, die Planetenbahnen zu bestimmen und begann kurz darauf (um 1515) mit den Arbeiten an seinem Hauptwerk „De Revolutionibus“ (den Grundgedanken hatte er aber bereits früher, wahrscheinlich 1509, in einem handschriftlich verbreiteten Buch dargelegt, genannt Commentariolus).
Paul hatte also den fachlichen Diskurs über die Kalenderfrage angestoßen; das 5. Laterankonzil war hinsichtlich der geplanten Kalenderreform nicht ganz wirkungslos geblieben.
In seinem Hauptwerk Paulina, de recta Paschae celebratione von 1513 setzt sich Paul zunächst sehr ausführlich mit den Reformvorschlägen seiner Vorgänger wie Marcus Vigerius, Nicolaus Cusanus und Pierre d’Ailly auseinander. Er wandte sich dann aber gegen ein Auslassen mehrerer Tage derart, dass der Frühlingsbeginn wieder auf den 21. März fiele (so wie man später bei der Einführung des Gregorianischen Kalenders tatsächlich 10 Tage ausfallen ließ). Er war dafür, dass der Frühlingsanfang (von dem die Berechnung des Osterfestes abhing) weiterhin am 10. März sein sollte.
Außerdem sollten in einem 19-jährigen Mondzyklus statt wie bislang 7 nur noch 5 Schaltmonate (embolismische Monate) eingefügt werden.
Pauls Vorschläge hätten allerdings an den grundsätzlichen Problemen der Kalenderrechnung nichts geändert, nämlich, dass 19 Sonnenjahre nicht exakt 235 Mondmonaten entsprechen. Die Differenz hätte sich weiterhin alle 134 Jahre zu einem Tag Abweichung des Frühlings-Äquinoktium und alle 304 Jahre zu einem Tag Abweichung bei dem Zeitpunkt des Vollmonds akkumuliert.

## Werke
- Epistola ad Universitatem Lovaniensem de Paschate recte observando (1487)
- Epistola apologetica (1488)
- Paulina, de recta Paschae celebratione (Fossombrone, 1513).